# روبرت نيلسون (لاعب كرة قدم أمريكية)
روبرت نيلسون (بالإنجليزية: Robert Nelson)‏ هو لاعب كرة قدم أمريكية أمريكي، ولد في 16 فبراير 1990 في Tucker, Georgia ‏ في الولايات المتحدة.

## وصلات خارجية
- روبرت نيلسون على موقع مرجع كرة القدم المحترفة.كوم (الإنجليزية)